# Club de Futbol Amposta
El Club de Futbol Amposta és un club de futbol català de la ciutat d'Amposta.
¨

## Trajectòria
Començà la pràctica del futbol l'any 1915 amb el nom de Club Esportiu Amposta. Durant aquells anys també es formà un altre club a la ciutat anomenat Argentí FC, que aviat es fusionà amb el primer formant el Club de Futbol Amposta. El seu primer president fou Antonet. El 1928, arran d'una final comarcal perduda enfront del Sant Carles de la Ràpita, el club abandonà l'activitat esportiva durant uns mesos. Es creà la Penya Som i Serem de l'Amposta, que immediatament es federà adoptant l'anterior nom. Durant els anys següents guanyà diversos campionats que el portaren a jugar a la Segona Categoria del Campionat de Catalunya les temporades 1935-36, 1936-37 i 1939-40. El 15 d'agost de 1947 inaugurà l'Estadi Municipal. Ha jugat a la Tercera Divisió diverses temporades.

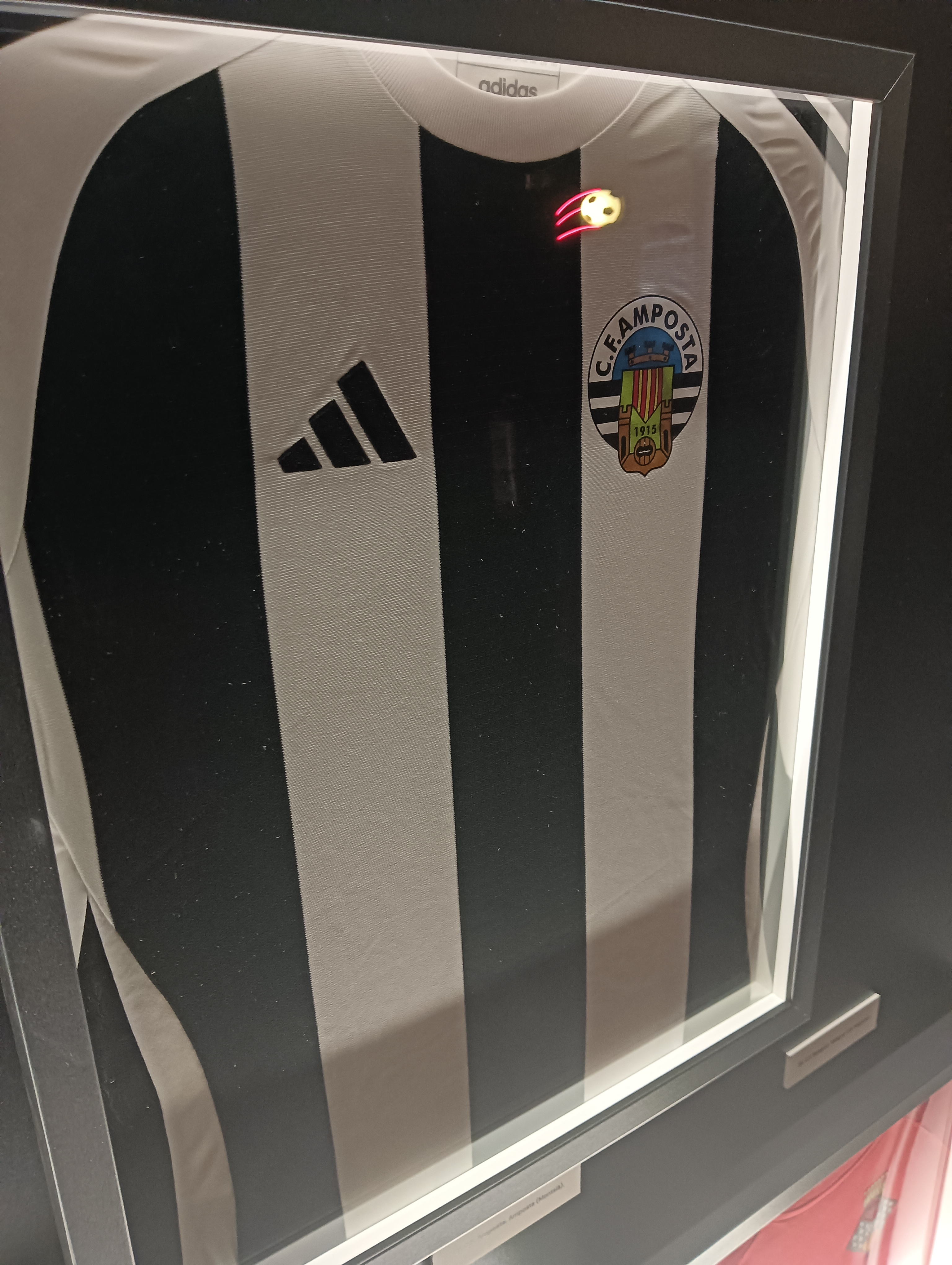
Samareta Amposta.